# Craig Clevenger
Craig Clevenger, född 1964 i Dallas i USA är en amerikansk författare. 